# Horná Streda
Horná Streda (in ungherese Felsőszerdahely) è un comune della Slovacchia facente parte del distretto di Nové Mesto nad Váhom, nella regione di Trenčín.